# Clotrimazole
Le clotrimazole est un antimycosique utilisé couramment dans le traitement des mycoses chez l'humain ou l'animal, telles que les candidoses, les dermatophytoses et le muguet buccal. Il est également utilisé contre le pied d'athlète et les tinea cruris.
Il fait partie de la liste des médicaments essentiels de l'Organisation mondiale de la santé (liste mise à jour en avril 2013).

## Usages médicaux
Il est utilisé comme traitement topique des mycoses, en particulier de la vaginite candidosique sous forme de pommade ou de comprimé vaginal, et sous forme de pastille pour la gorge dans le cas du muguet buccal chez les patients neutropéniques. Il agit en tuant les cellules fongiques par altération de la perméabilité de leur paroi cellulaire : il se lie aux phospholipides de la membrane plasmique et inhibe la biosynthèse de l'ergosterol et d'autres stérols requis pour la stabilité membranaire,.
Le clotrimazole est administré généralement une fois par jour pendant 3 à 7 jours pour traiter les mycoses vaginales, deux fois par jour pendant 2 à 3 semaines pour traiter les mycoses de la peau, et cinq fois par jour pendant deux semaines pour traiter le muguet buccal. On l'utilise également en association avec la bétaméthasone pour traiter la mycose de la peau glabre, le pied d'athlète et le tinea cruris.

## Effets secondaires pour les usages par voie orale
Parmi les effets secondaires des formulations orales, on compte les démangeaisons, la nausée et les vomissements. Plus de 10 % des patients prenant du clotrimazole par voie orale sont susceptibles de présenter des tests de fonctionnement hépatique (en) anormaux. Il est par conséquent recommandé de réaliser un suivi périodique des tests de fonctionnement hépatique chez ces patients. Moins de 10 % des patientes traitées pour une vaginite candidosique peuvent ressentir des brûlures vaginales, tandis que moins de 1 % d'entre elles sont susceptibles d'observer des brûlures ou des démangeaisons de la verge chez leur partenaire sexuel et d'être sujettes à la polyurie, une démangeaison de la vulve, des douleurs, un œdème ou des sécrétions.
Le clotrimazole est également susceptible d'affaiblir les diaphragmes et les préservatifs en latex.

## Interactions médicamenteuses
Il n'y a aucune interaction médicamenteuse importante connue avec le clotrimazole topique.
Cette molécule est un inhibiteur du cytochrome P450, et notamment du CYP3A4, ce qui signifie que tout médicament métabolisé par cette enzyme verra son taux augmenter dans l'organisme lorsque du clotrimazole est pris par voie orale.